# Estación de Massy - Verrières
La estación de Massy - Verrières es una estación ferroviaria francesa de la línea de Sceaux así como de la línea de Choisy-le-Roi a Massy - Verrières, ubicada en el territorio del municipio de Massy (departamento de Essonne). 
Este establecimiento ve coexistir lado a lado una estación de la RATP, por la que pasan los trenes de la línea B del RER y, en paralelo, una estación de la SNCF, utilizada por los trenes de la línea C del RER.
En 2011, 390 viajeros usaban la estación de la línea C al día.

## Galería

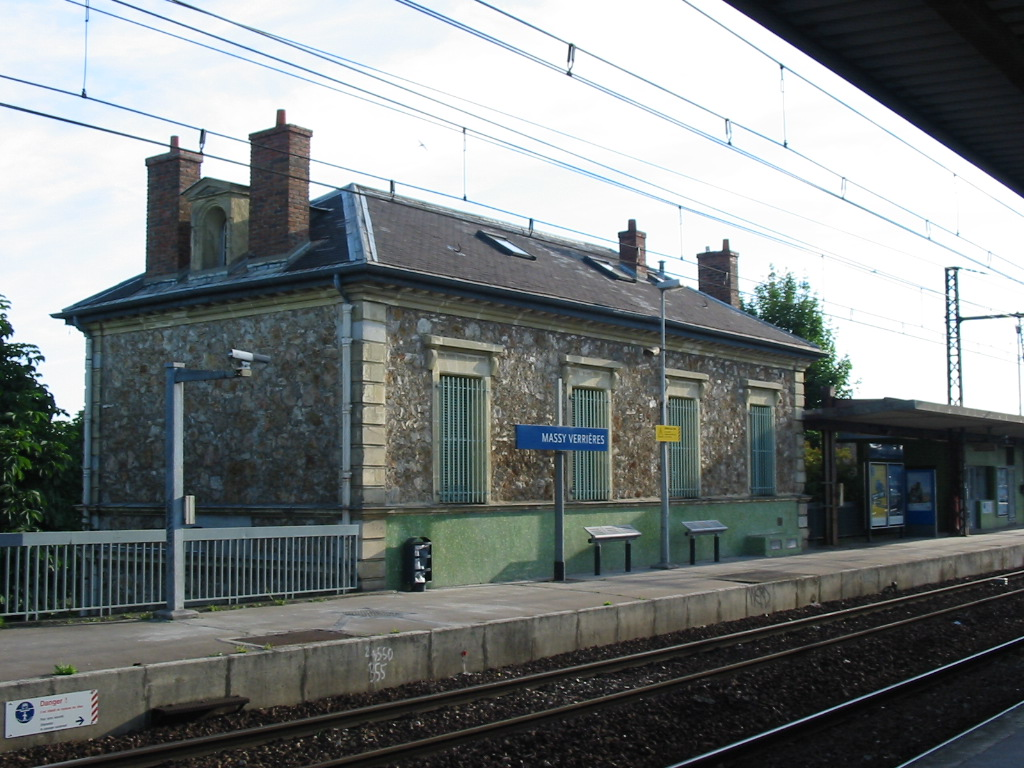
La estación de la línea C vista desde el andén central
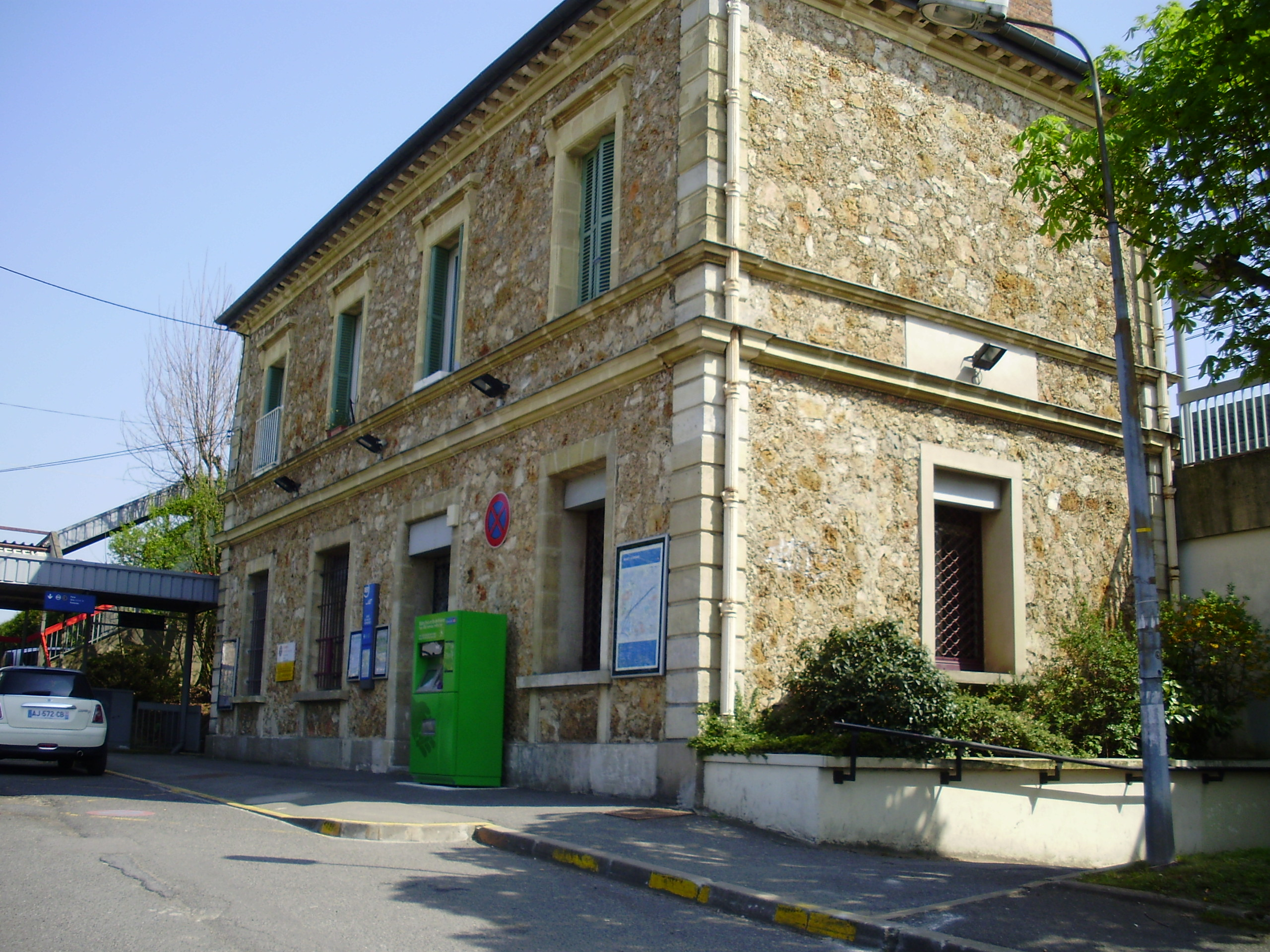
La estación de la línea C
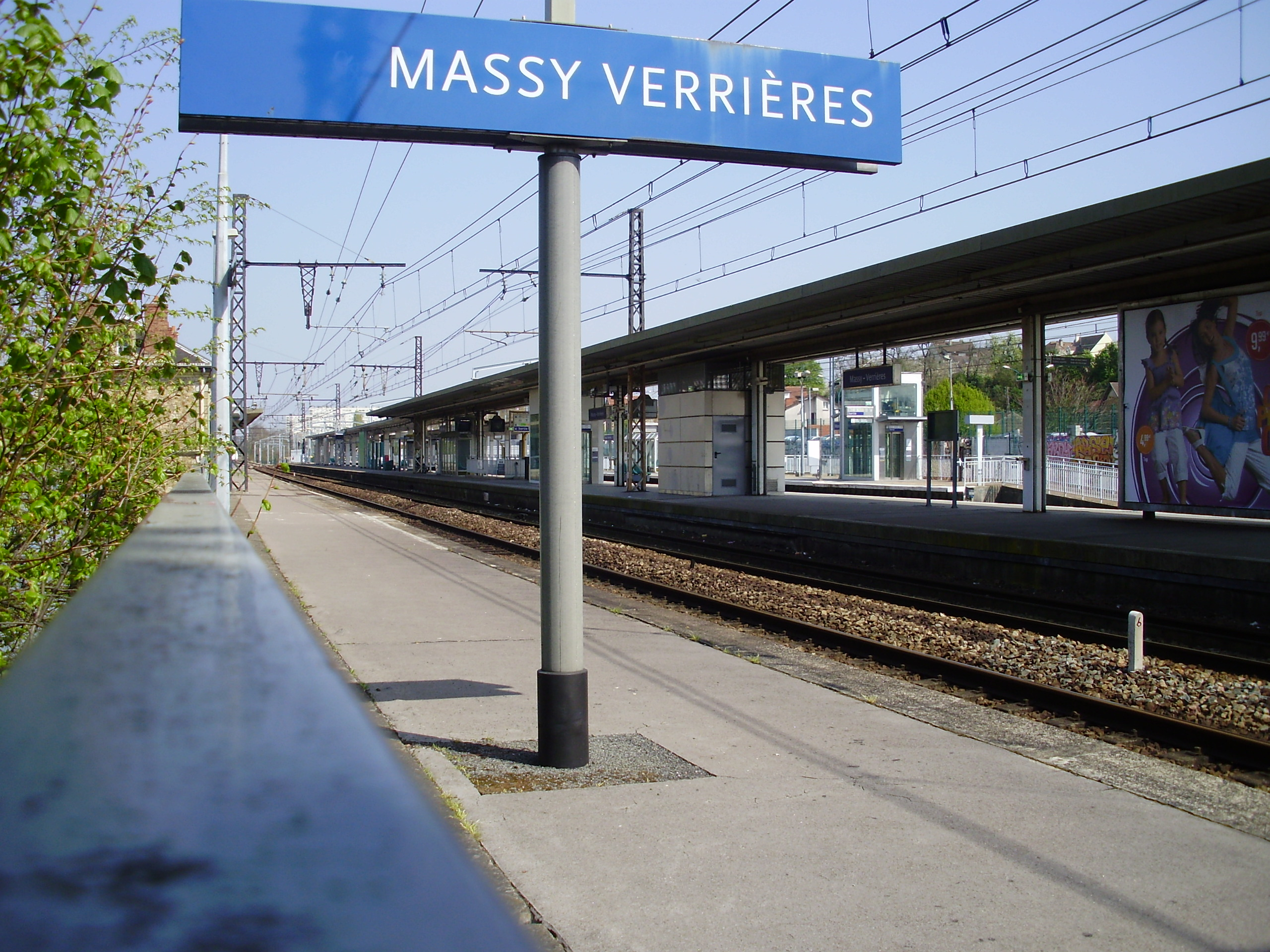